# Correcaminos de la Universidad Autónoma de Tamaulipas
El Club de Fútbol Correcaminos de la Universidad Autónoma de Tamaulipas, simplemente conocido como Correcaminos de la UAT, es un club de fútbol mexicano de Ciudad Victoria, Tamaulipas, al noreste de México. Actualmente, participa en la Liga de Expansión MX.

## Historia

### Fundación y los primeros años
Uno de los equipos con más historia dentro de la División de Ascenso. Alguna vez estuvieron en la primera división tras proclamarse campeones de la Segunda División en la temporada 1986-1987, al vencer a la Universidad Autónoma de Querétaro en penales en un tercer partido disputado en el Estadio Azteca.
En el año de 1969 nace el nombre de “Correcaminos” como mote representativo del deporte universitario en la Cd. y Puerto de Tampico, Tamaulipas, cuando bajo la rectoría del Lic. Eduardo Garza Rivas, y quien tenía la responsabilidad de coordinar el Departamento de Deportes en el Centro Universitario Tampico-Madero, el Lic. Gilberto Valdés, propuso como mascota y mote para el naciente equipo universitario que militaría en la tercera división profesional de la FMF, tomando inicialmente la figura del correcaminos de El Coyote y el Correcaminos, incluyendo los colores azul, blanco y naranja. Tal cosa está plasmada en los uniformes que muestra el equipo en fotos de la época. 
Durante la gestión del Lic. Jesús LavÍn Flores y siendo director de deportes el Lic. Francisco Adame Ochoa, se oficializaron los colores como representativos del deporte en toda la universidad, y se diseñó el actual logo de correcaminos UAT. 
El equipo Naranja de Cd. Victoria,  en 1980 retóma el nombre actual de Correcaminos de la Universidad Autónoma de Tamaulipas. Tomáron la posición del equipo principal de fútbol en Cd. Victoria despuès de la disolución de Los Cuerudos en 1978. Su primer presidente fue el Lic. Francisco Adame Ochoa que en ese tiempo fungía como Director de Deportes de la Máxima Casa de Estudios, factor que influyó en definitiva para que, apoyaría históricamente al Club para llevarlo y permitir que permaneciera en la Primera División 7 años después. El primer D.T. fue el chileno Guillermo Araya y el primer estadio fue el “Eugenio Alvizo Porras”, mismo que en la extinta Primera División A, ahora llamada Liga de Ascenso, volviera a ser utilizado durante un tiempo por el conjunto universitario. Actualmente el equipo utiliza el Estadio “Marte R. Gómez” que a la fecha es la casa de Correcaminos.

### Primera división
En su primera temporada en la Primera División, en los años 1987-1988, fueron junto al Atlético Potosino los equipos con menos puntos (29), pero por la diferencia de goleo, los Correcaminos se ubicaron en la última posición. Sin embargo, no jugaron en la Segunda División, ya que compraron la franquicia de los Coyotes de Neza, permaneciendo por un tiempo más en el máximo circuito.
Descendieron de todos modos de la división máxima en la temporada 1994-1995 al quedar en penúltimo lugar en la tabla de promedios, habiendo doble descenso esa temporada. El equipo impuso el poco honroso récord de 54 partidos consecutivos sin ganar como visitante durante su estancia en la Primera División.
Como dato curioso de este club en su paso por el máximo circuito fue que, el en ese entonces rector de la Universidad Autónoma de Tamaulipas, el Dr. Humberto Filizola, disputó un partido con el Correcaminos a los 44 años de edad, para cumplir su sueño de jugar en Primera División.

### Liga de Ascenso (1995/96-2019/20)
El Correcaminos tiene el récord de ser el equipo que más torneos ha jugado en la Primera División A. Desde su descenso de la Primera División en el año 1995, ha participado ininterrumpidamente en la liga de ascenso, siendo el único club que ha permanecido en la segunda categoría del fútbol mexicano, pues el resto de franquicias ha sufrido desapariciones, cambios de sede, ascensos o descensos.
Pese a ser el equipo más añejo de esta división, sólo ha disputado 3 finales en la división de ascenso: verano 1997 perdieron la final contra Tigres UANL, quienes ascendieron a la Primera División en esa ocasión. En el Clausura 2014 perdieron la final en la tanda de penales ante Estudiantes Tecos. Y sólo una vez han conseguido el campeonato, fue en el Apertura 2011, luego de vencer en la final al equipo de los Reboceros de La Piedad.
El 12 de mayo de 2012 perdió la serie por el ascenso frente al Club León, siendo este último el que logró su ascenso a la Primera División de México.
Su mayor rival es el Tampico-Madero, el cual ya posee un título de primera división.
Tras la derrota contra el Club León de 5 - 0 Ignacio Rodríguez DT de Correcaminos fue cedido de su puesto. El 20 de mayo la directiva reveló los posibles sustitutos para el puesto, entre los que se encontraban gente como Arias y José Luis Sánchez Sola "El Chelis". Se decía que el hombre elegido sería Arias pero la gran respuesta de la afición por el Chelis vía Twitter hizo que la directiva se fuera por el Chelis.
El 24 de mayo la directiva de Correcaminos confirmó la llegada de El Chelis. Finalmente el 30 de mayo fue presentado oficialmente ante la prensa. Tras su llegada trajo jugadores de experiencia y conocidos por la afición mexicana, gente como Daniel Osorno, Eder Pacheco, Roberto Antonio Nurse, Sergio Rosas, Nicolás Olivera, Iván Vázquez Mellado, entre otros. Al generar revuelo, pues tras la espectacularidad que prometió, no logró entrar a la fase de liguilla, envió su renuncia al Presidente del Club con carácter de irrevocable el 24 de noviembre. Su renuncia fue aceptada y se despidió del Cf Correcaminos. Lo único rescatable de la dirección técnica de José Luis Sánchez Sola, fue el subcampeonato de la Copa México Apertura 2012.
En el 2017 el club hizo un cambio de identidad, en el cual el escudo y el uniforme sufrieron modificaciones importantes. El uniforme de local pasó a ser azul. No obstante, en junio de 2019 la directiva recuperó el color naranja como color principal y relegó al azul a un lugar secundario en la identidad visual del club, mientras que en noviembre del mismo año se retomó el escudo anaranjado que se había dejado de utilizar en 2017.

### Liga de Expansión (2020-presente)
En la primavera de 2020, el Ascenso MX fue transformado en la Liga de Expansión MX, por lo que a través del llamado "Plan de Estabilización" se suspendió el ascenso a la Primera División durante seis años a cambio de que los clubes integrantes del circuito de plata recibieran apoyo financiero por parte de los clubes de la Liga MX, además, los equipos debieron desprenderse de varios de sus jugadores al establecerse un límite de futbolistas mayores de 23 años en las plantillas de los diversas escuadras de la liga. Sin embargo, los Correcaminos de la UAT junto con los clubes Venados F. C. Yucatán y Leones Negros de la UdeG trataron de impugnar la eliminación del ascenso ante el Tribunal de Arbitraje Deportivo (TAS). Finalmente, en noviembre de 2020 el TAS desestimó el caso presentado por los tres equipos y mantuvo la suspensión del ascenso y descenso en el fútbol mexicano.
En agosto de 2021 el rector de la Universidad Autónoma de Tamaulipas hizo cambios en la directiva del club, por lo que Felipe del Ángel Malibrán se convirtió en el nuevo presidente de la institución.
En el plano deportivo, el equipo afrontó la nueva liga sufriendo en la cancha por los problemas presentados al interior de la institución, por lo que los Correcaminos solamente alcanzaron la liguilla en el Torneo Apertura 2021, aunque fueron eliminados por los Leones Negros en la ronda de repechaje.

## Rivalidades

### Clásico Tamaulipeco
El Correcaminos tiene una rivalidad con el  Tampico Madero al tener ambos su sede en el estado de Tamaulipas.
Correcaminos tiene su sede en el estadio Marte Rodolfo Gómez Segura

## Estadio

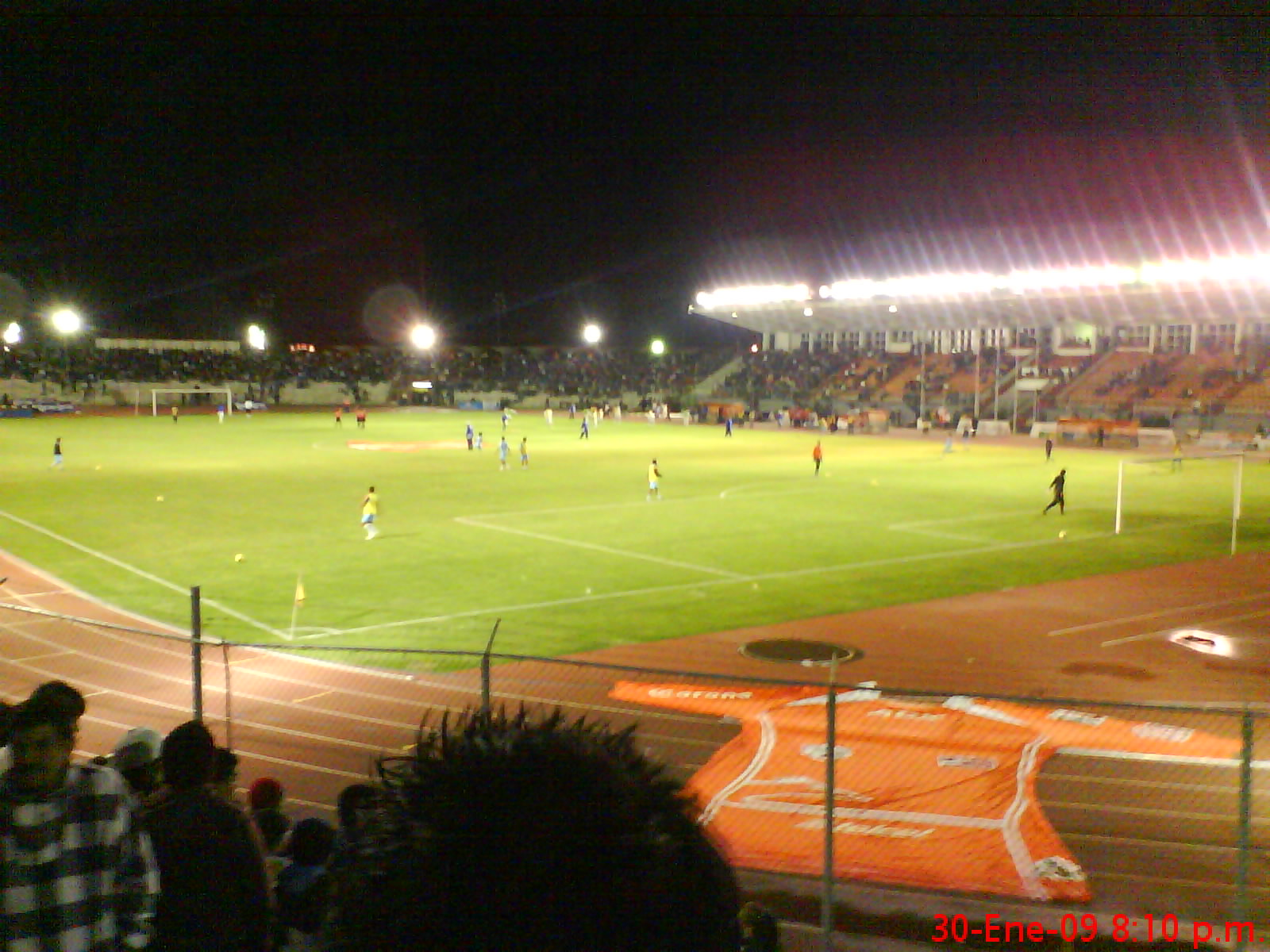
Vista nocturna del Estadio Marte R. Gómez.

El Estadio Marte R. Gómez se encuentra dentro de la Unidad Cívica, Social y Deportiva "Adolfo Ruiz Cortines", la cual abarca una amplia extensión que comprende de la Av. Carrera Torres, hasta Gral. Felipe Berriozábal y del callejón 16 al 19, en una superficie de casi 90,000 m². Su historia se remonta a los años 20s; en ese entonces había preocupación y deseo de infinidad de victorenses por contar con mejores instalaciones para practicar diversos deportes, ya que solo existían en la periferia del casco urbano, campos llaneros, por lo que principian a organizarse dentro de la sociedad civil pequeños grupos para solicitar a las autoridades municipales y estatales que dediquen parte de sus presupuestos en la inversión de incipientes áreas con el objeto de mejorar su pobre infraestructura. Los tristes y funestos finales de la Revolución Mexicana habían propiciado muerte y destrucción, la calma parecía haber nacido nuevamente, las instituciones sociales existentes volverán a construir la fortaleza de nuestro entorno, lo que permite construir un pequeño estadio de madera, al que se le impone el nombre de "Victoria"; simultáneamente, por los años 30s, se edifica también de madera un parque de béisbol, en el lugar que ambos existen.

### Remodelaciones
Será principalmente en la gradería de Sol General, zona que se ampliará sin modificar la actual estructura, además de que no serán fijas y tendrán sus propios accesos. Además de las gradas serán remodelados también los vestidores y el área administrativa, así como también los servicios sanitarios. Además de que las cercas fueron disminuidas a 2 metros de altura se incorporó en la zona Preferente Norte una pantalla gigante para toda la Afición.

## Uniforme

### Uniformes actuales
- Uniforme local: Camisa naranja con un el dibujo de un correcaminos azul, pantalón y medias naranjas.
- Uniforme visitante: Camisa negra con el dibujo de un correcaminos naranja, pantalón y medias negras.
- Uniforme alternativo: Camisa blanca con el dibujo de un correcaminos azul, pantalón y medias blancas.

| Primer Uniforme | Segundo Uniforme | Tercer Uniforme |

### Uniformes Anteriores
| 2021            | 2021             | 2021             | 2021 | 2021 | 2021 | 2021 | 2021 | 2021 | 2021 | 2021 | 2021 |
| --------------- | ---------------- | ---------------- | ---- | ---- | ---- | ---- | ---- | ---- | ---- | ---- | ---- |
| Primer Uniforme | Segundo Uniforme | Tercer Uniforme  |      |      |      |      |      |      |      |      |      |
| 2020            |                  |                  |      |      |      |      |      |      |      |      |      |
| Primer Uniforme | Segundo Uniforme | Tercer Uniforme  |      |      |      |      |      |      |      |      |      |
| 2019-2020       |                  |                  |      |      |      |      |      |      |      |      |      |
| Primer Uniforme | Segundo Uniforme | Tercer Uniforme  |      |      |      |      |      |      |      |      |      |
| 2018-2019       |                  |                  |      |      |      |      |      |      |      |      |      |
| Primer Uniforme | Segundo Uniforme | Tercer Uniforme  |      |      |      |      |      |      |      |      |      |
| 2017-2018       |                  |                  |      |      |      |      |      |      |      |      |      |
| Primer Uniforme | Segundo Uniforme | Tercer Uniforme  |      |      |      |      |      |      |      |      |      |
| 2016-2017       |                  |                  |      |      |      |      |      |      |      |      |      |
| Primer Uniforme | Segundo Uniforme | Tercer Uniforme  |      |      |      |      |      |      |      |      |      |
| 2015-2016       |                  |                  |      |      |      |      |      |      |      |      |      |
| Primer Uniforme | Segundo Uniforme | Tercer Uniforme  |      |      |      |      |      |      |      |      |      |
| 2014-2015       |                  |                  |      |      |      |      |      |      |      |      |      |
| Primer Uniforme | Segundo Uniforme | Tercer Uniforme  |      |      |      |      |      |      |      |      |      |
| 2013-2014       |                  |                  |      |      |      |      |      |      |      |      |      |
| Primer Uniforme | Segundo Uniforme | Segundo Uniforme |      |      |      |      |      |      |      |      |      |
| 2012-2013       |                  |                  |      |      |      |      |      |      |      |      |      |
| Primer Uniforme | Segundo Uniforme | Segundo Uniforme |      |      |      |      |      |      |      |      |      |

### Indumentaria y patrocinador
| Período       | Proveedor         |
| ------------- | ----------------- |
| 2008-2012     |                   |
| 2012-2015     | Atlética          |
| 2015-2017     | Lotto             |
| 2017-2019     | Pirma             |
| 2020-2023     | Silver Sport Wear |
| 2024-presente | JAG Sport Wear    |

| Período       | Patrocinador   |
| ------------- | -------------- |
| 2013-2015     | Libertad       |
| 2015-2016     | Sin Patrocinio |
| 2017-2018     | Aeromar        |
| 2018-2020     | Sin Patrocinio |
| 2020-presente | Caliente       |

## Jugadores

### Altas y bajas: Apertura 2025
| Altas               | Altas         | Altas                | Altas    |
| Jugador             | Posición      | Procedencia          | Tipo     |
| ------------------- | ------------- | -------------------- | -------- |
| Aldair Mengual      | Defensa       | Club Sporting Canamy | Traspaso |
| Juan Pablo Martínez | Defensa       | Alebrijes de Oaxaca  | Libre    |
| Fernando García     | Mediocampista | Bandera de ?         | Libre    |
| Jesús García        | Mediocampista | Bandera de ?         | Libre    |
| Martín Zúñiga       | Delantero     | México F.C.          | Libre    |

| Bajas            | Bajas         | Bajas                  | Bajas             |
| Jugador          | Posición      | Destino                | Tipo              |
| ---------------- | ------------- | ---------------------- | ----------------- |
| Francisco Tede   | Defensa       | Bandera de ?           | Retiro/Suspensión |
| Aarón Salazar    | Defensa       | Bandera de ?           | Fin de contrato   |
| Rodrigo González | Defensa       | Bandera de ?           | Fin de contrato   |
| Edson Acuña      | Defensa       | Bandera de ?           | Fin de contrato   |
| Diego Hernández  | Mediocampista | Bandera de ?           | Fin de contrato   |
| Alonso Flores    | Delantero     | Atlético Morelia       | Fin de préstamo   |
| Miguel Zapata    | Delantero     | Gavilanes de Matamoros | Traspaso          |
| Omar Rosas       | Delantero     | Bandera de ?           | Fin de contrato   |

### Máximos anotadores
| Futbolista              | Liga | Total |
| ----------------------- | ---- | ----- |
| Víctor Mendieta         | 45   | 45    |
| Richardson Smith        | 23   | 23    |
| Roberto Nicolás Saucedo | 16   | 16    |
| Jorge Daniel Cabrera    | 16   | 16    |
| César Sosa              | 15   | 15    |
| Alberto Alvarado Morín  | 14   | 14    |
| Alberto Padilla         | 14   | 14    |
| Rubén Gónzalez          | 13   | 13    |
| Roberto Nurse           | 12   | 12    |
| Pedro Daniel Faschiolli | 12   | 12    |
| Carlos Pavón            | 12   | 12    |

### Jugadores destacados
- Alfonso Rubió
- Miguel Ángel Murillo
- Gastón Obledo Loo
- José Luis López Monroy
- Sergio Bernal
- Francisco Gabriel de Anda
- Claudio Borghi
- Norberto Orrego
- Roberto Nicolás Saucedo
- Lucas Silva
- Joaquín Botero
- Raúl Martínez Sambulá
- Carlos Pavón
- Richardson Smith
- Víctor Mendieta
- Roberto Nurse
- Jorge Daniel Cabrera
- Nicolás Olivera
- Kalusha Bwalya
- Harry Milanzi
- Francisco Gabriel de Anda
- Min Rod

## Palmarés
| Competición nacional                 | Títulos        | Subcampeonatos              |
| ------------------------------------ | -------------- | --------------------------- |
| Copa MX (0/1)                        |                | Apertura 2012.              |
| Ascenso MX (1/2)                     | Apertura 2011. | Verano 1997, Clausura 2014. |
| Campeón de Ascenso (0/1)             |                | 2011-2012.                  |
| Segunda División de México (1/0)     | 1986-1987.     |                             |
| Segunda División 'B' de México (1/0) | 1982-1983.     |                             |

## Temporadas
| 1987-1988                  | 1.Liga MX              | 11°. (Descenso)        |                   |
| 1988                       | Compra                 | Franquicia             | C.D. Coyotes Neza |
| 1988-1989                  | 1.Liga MX              | 14°.                   |                   |
| 1989-1990                  | 1.Liga MX              | (Cuartos)              |                   |
| 1990-1991                  | 1.Liga MX              |                        |                   |
| 1991-1992                  | 1.Liga MX              | 9°. (Reclasificación)  |                   |
| 1992-1993                  | 1.Liga MX              | 20o.                   |                   |
| 1993-1994                  | 1.Liga MX              | 19°.                   |                   |
| 1994-1995                  | 1.Liga MX              | 17°. (Descenso)        |                   |
| 1995-1996                  | 2.Ascenso MX           |                        |                   |
| Invierno 1996              | 2.Ascenso MX           | 4°. (Cuartos)          |                   |
| Verano 1997                | 2.Ascenso MX           | 1°. (Final)            |                   |
| Invierno 1997              | 2.Ascenso MX           | 9°.                    |                   |
| Verano 1998                | 2.Ascenso MX           | 8°. (Semifinal)        |                   |
| Invierno 1998              | 2.Ascenso MX           | 6°. (Cuartos)          |                   |
| Verano 1999                | 2.Ascenso MX           | 9°. (Cuartos)          |                   |
| Invierno 1999              | 2.Ascenso MX           | 5°. (Cuartos)          |                   |
| Verano 2000                | 2.Ascenso MX           | 13°.                   |                   |
| Invierno 2000              | 2.Ascenso MX           | 14°.                   |                   |
| Verano 2001                | 2.Ascenso MX           | 7°. (Semifinal)        |                   |
| Invierno 2001              | 2.Ascenso MX           | 2°. (Semifinal)        |                   |
| Verano 2002                | 2.Ascenso MX           |                        |                   |
| Apertura 2002              | 2.Ascenso MX           | 9°. (Cuartos)          |                   |
| Clausura 2003              | 2.Ascenso MX           |                        |                   |
| Apertura 2003              | 2.Ascenso MX           |                        |                   |
| Clausura 2004              | 2.Ascenso MX           |                        |                   |
| Apertura 2004              | 2.Ascenso MX           |                        |                   |
| Clausura 2005              | 2.Ascenso MX           |                        |                   |
| Apertura 2005              | 2.Ascenso MX           |                        |                   |
| Clausura 2006              | 2.Ascenso MX           |                        |                   |
| Apertura 2006              | 2.Ascenso MX           | 8°.                    |                   |
| Clausura 2007              | 2.Ascenso MX           | 17°.                   |                   |
| Apertura 2007              | 2.Ascenso MX           | 2°. (Semifinal)        |                   |
| Clausura 2008              | 2.Ascenso MX           | 15°.                   |                   |
| Apertura 2008              | 2.Ascenso MX           | 6°. (Cuartos)          |                   |
| Clausura 2009              | 2.Ascenso MX           | 15°.                   |                   |
| Apertura 2009              | 2.Ascenso MX           | 13°.                   |                   |
| Clausura 2010              | 2.Ascenso MX           | 6°. (Cuartos)          |                   |
| Apertura 2010              | 2.Ascenso MX           | 17°.                   |                   |
| Clausura 2011              | 2.Ascenso MX           | 7°. (Cuartos)          |                   |
| Apertura 2011              | 2.Ascenso MX           | 2°. (Campeón)          |                   |
| Clausura 2012              | 2.Ascenso MX           | 7°. (Semifinal)        |                   |
| Apertura 2012              | 2.Ascenso MX           | 8°.                    |                   |
| Clausura 2013              | 2.Ascenso MX           | 2°. (Semifinal)        |                   |
| Apertura 2013              | 2.Ascenso MX           | 6°. (Cuartos)          |                   |
| Clausura 2014              | 2.Ascenso MX           | 1º. (Final)            |                   |
| Apertura 2014              | 2.Ascenso MX           | 3°. (Cuartos)          |                   |
| Clausura 2015              | 2.Ascenso MX           | 6°. (Semifinal)        |                   |
| Apertura 2015              | 2.Ascenso MX           | 15°.                   |                   |
| Clausura 2016              | 2.Ascenso MX           | 7°. (Cuartos)          | No                |
| Apertura 2016              | 2.Ascenso MX           | 11°.                   | No                |
| Clausura 2017              | 2.Ascenso MX           | 15°.                   | Octavos           |
| Apertura 2017              | 2.Ascenso MX           | 8°. (Cuartos)          | No                |
| Clausura 2018              | 2.Ascenso MX           | 12°.                   | Grupos            |
| Apertura 2018              | 2.Ascenso MX           | 10°.                   | No                |
| Clausura 2019              | 2.Ascenso MX           | 11°.                   | Grupos            |
| Apertura 2019              | 2.Ascenso MX           | 14°.                   | Grupos            |
| Guard1anes 2020            | 2.Liga de Expansión MX | 16°.                   |                   |
| Guard1anes Clausura 2021   | 2.Liga de Expansión MX | 15°.                   |                   |
| Grita México Apertura 2021 | 2.Liga de Expansión MX | 11°. (Reclasificación) |                   |
| Grita México Clausura 2022 | 2.Liga de Expansión MX | 14°.                   |                   |
| Apertura 2022              | 2.Liga de Expansión MX | 13°.                   |                   |
| Clausura 2023              | 2.Liga de Expansión MX | 12°. (Reclasificación) |                   |
| Apertura 2023              | 2.Liga de Expansión MX | 9°. (Play-In)          |                   |
| Clausura 2024              | 2.Liga de Expansión MX | 11°.                   |                   |
| Apertura 2024              | 2.Liga de Expansión MX | 14°.                   |                   |
| Clausura 2025              | 2.Liga de Expansión MX | 11°.                   |                   |

## Correcaminos "B"
| Apertura 2009      | 4.Segunda LNT     | (Campeón)               |
| Bicentenario 2010  | 4.Segunda LNT     | (Ascenso)               |
| Independencia 2010 | 3.Segunda LPA     | Grupo II                |
| Revolución 2011    | 3.Segunda LPA     | Grupo II                |
| Apertura 2011      | 3.Segunda LPA     | Grupo II                |
| Clausura 2012      | 3.Segunda LPA     | Grupo II                |
| Apertura 2012      | 3.Segunda LPA     | Grupo II                |
| Clausura 2013      | 3.Segunda LPA     | 31o.                    |
| Apertura 2013      | 3.Segunda LPA     | 31o.                    |
| Clausura 2014      | 3.Segunda LPA     | 21o. (Descenso)         |
| Apertura 2014      | 4.Segunda LNT     | (Cuartos)               |
| Clausura 2015      | 4.Segunda LNT     | 11o.                    |
| Apertura 2015      | 4.Segunda LNT     | 5o. (Campeón)           |
| Clausura 2016      | 4.Segunda LNT     | 16o.                    |
| Apertura 2016      | 4.Segunda LNT     | 2o. (Campeón)           |
| Clausura 2017      | 4.Segunda LNT     | 4o. (Cuartos)           |
| Apertura 2017      | 4.Segunda Serie B | 2o. Grupo I (Semifinal) |
| Clausura 2018      | 4.Segunda Serie B | 5o. Grupo I             |
| 2018-2019          | 3.Segunda Serie A | 10°. Grupo I            |
| 2019-2020          | 3.Segunda Serie A | 11°. Grupo I            |
| Apertura 2021      | 3.Segunda Serie A | 11°. Grupo I            |
| Clausura 2022      | 3.Segunda Serie A | 13°. Grupo I            |

## Correcaminos "C"
| Temporada | División           | Posición       |
| --------- | ------------------ | -------------- |
| 2010/2011 | 5.Tercera División | 1°. Grupo XIII |
| 2011/2012 | 5.Tercera División | 4°. Grupo XIII |
| 2012/2013 | 5.Tercera División | 4°. Grupo XII  |
| 2013/2014 | 5.Tercera División | 9°. Grupo XII  |
| 2014/2015 | 5.Tercera División | 3°. Grupo XII  |
| 2015/2016 | 5.Tercera División | 6°. Grupo XII  |
| 2016/2017 | 5.Tercera División | 11°. Grupo XII |
| 2017/2018 | 5.Tercera División | 1°. Grupo XII  |
| 2018/2019 | 5.Tercera División | 3°. Grupo XII  |
| 2019/2020 | 5.Tercera División | 7°. Grupo XII  |
| 2021/2022 | 5.Tercera División | 5°. Grupo XV   |